# وست یلووستوون (مونتانا)
وست یلووستوون (به انگلیسی: West Yellowstone) شهری در ایالت مونتانا کشور ایالات متحده آمریکا است که جمعیت آن در سرشماری سال ۲۰۱۰ میلادی، ۱٬۲۷۱ نفر بوده‌است.